# Dino Arslanagić
Dino Arslanagić (Nivelles, 24 aprile 1993) è un calciatore belga, difensore svincolato.

## Palmarès

### Club

#### Competizioni nazionali
- Coppa del Belgio: 1

Standard Liegi: 2015-2016
- Australia Cup: 1

Macarthur: 2024